# NGC 7745
NGC 7745 је елиптична галаксија у сазвежђу Пегаз која се налази на NGC листи објеката дубоког неба.
Деклинација објекта је + 25° 54' 34" а ректасцензија 23h 44m 45,7s. Привидна величина (магнитуда) објекта NGC 7745 износи 14,2 а фотографска магнитуда 15,2. NGC 7745 је још познат и под ознакама MCG 4-56-4, NPM1G +25.0547, PGC 72299.